# Диалектизмы абхазского языка
Диалектизмы абхазского языка — диалектные различия и наречия, характерные для определенных территорий, на которых проживают абхазы.

## Диалектная классификация
В абхазском языке диалекты делятся на две группы: приморские (прибрежные) и горные. У абхазских диалектов нет чёткой единой классификации.
Есть 4 общепризнанных диалекта: абжуйский, бзыпский, мырзаканский, садзский, все остальные либо оспариваются, либо идентифицируются как наречия или говоры этих диалектов.
Приморские:
- Бзыпский;
- Гумский (почти ассимилирован, иногда рассматривается как промежуточное наречие между бзыпским и абжуйским);
- Абжуйский;
- Мырзаканский (село Чхуартал, ассимилирован);
- Садзский (частично, в Турции).

Горные:
- Цебельдино-дальский (иногда рассматривается как наречие абжуйского);
- Ахчипсинский/Ахчипсоуский/Ахчипсовский/Медовеевский (ныне распространён в Турции, иногда называется медовеевским и считается одним диалектом с ним, иногда ачхипсов (медовеевцев) называют садзами);
- Псхувский (ныне распространён в Турции, некоторыми учеными называется одним диалектом с Ахчипсовским);
- наречие Аибга (у абхазов было общество Аибга со своим ныне плохо изученным говором. Вероятно, общество аибга было частью ахчипсуа, а ахчипсуа были частью медовеевцев. Возможно также, что ахчипсуа и медовеевцы — это синонимы).

## Территория распространения диалектов
Бзыпский — между реками Бзып и Гумиста (по некоторым данным между реками Жоеквара и Псырцха), наиболее архаичный и сложный.
Абжуйский — от Ткуарчальского района. Фактически влияние доходит до Сухума, литературный и самый распространенный диалект.
Гумский — ранее был распространён вдоль течения реки Гумиста.
Цебельдино-дальский — ранее был распространён в Гульрипшском районе, в течениях реки Кодор.
Мырзаканский — ранее был распространён от реки Охурия до Ингура, ныне в селе Чхуартал.
Садзский — ранее был распространён от реки Бзып до реки Хоста.
Ахчипсовский — в течениях реки Мзымта.